# 諮問評議会 (カタール)
諮問評議会（しもんひょうぎかい、アラビア語: مجلس الشورى, Majlis al-Shūra）は、カタールの議会である。

## 概要
一院制で、全員が首長により任命される。
過去には不完全ながら公選制が導入されたこともあった。2003年に三権分立を定めた憲法改正案が国民投票で採択され、諮問評議会に一定の立法権が付与されたほか、評議会議員のうち3分の2を有権者が選ぶこととなった。新憲法は2005年に発効し、2007年に諮問評議会の議員選挙を実施することとなっていたが延期され、2011年のアラブの春の影響により国民の民主化要求の高まりを受けて諮問評議会の議員選挙を2年以内に実施することを表明したが結局はさらに延期。2016年、2019年と延期され、最終的に2021年10月2日に史上初の議員選挙が執行された。女性参政権も認められ、26人の女性が立候補したが、当選者は出なかった。
しかしこの選挙ではベドウィンの主要部族の一部に投票権がないことが判明したことから、カタールでは珍しい部族間の対立が発生した。その後、公選制をやめ任命制に戻す内容の憲法改正を問う国民投票が2024年11月5日に執行され、賛成が90.6％となり可決承認。公選制は1回の選挙で終了となった。

### 定数
45人。民選時代は公選により30人を選出し、残り15人は首長が任命する一部公選制であった。民選導入以前は35人。

## 参考資料
- カタール基礎データ - 外務省
- カタール - 国際金融情報センター